# Картофельный хлеб

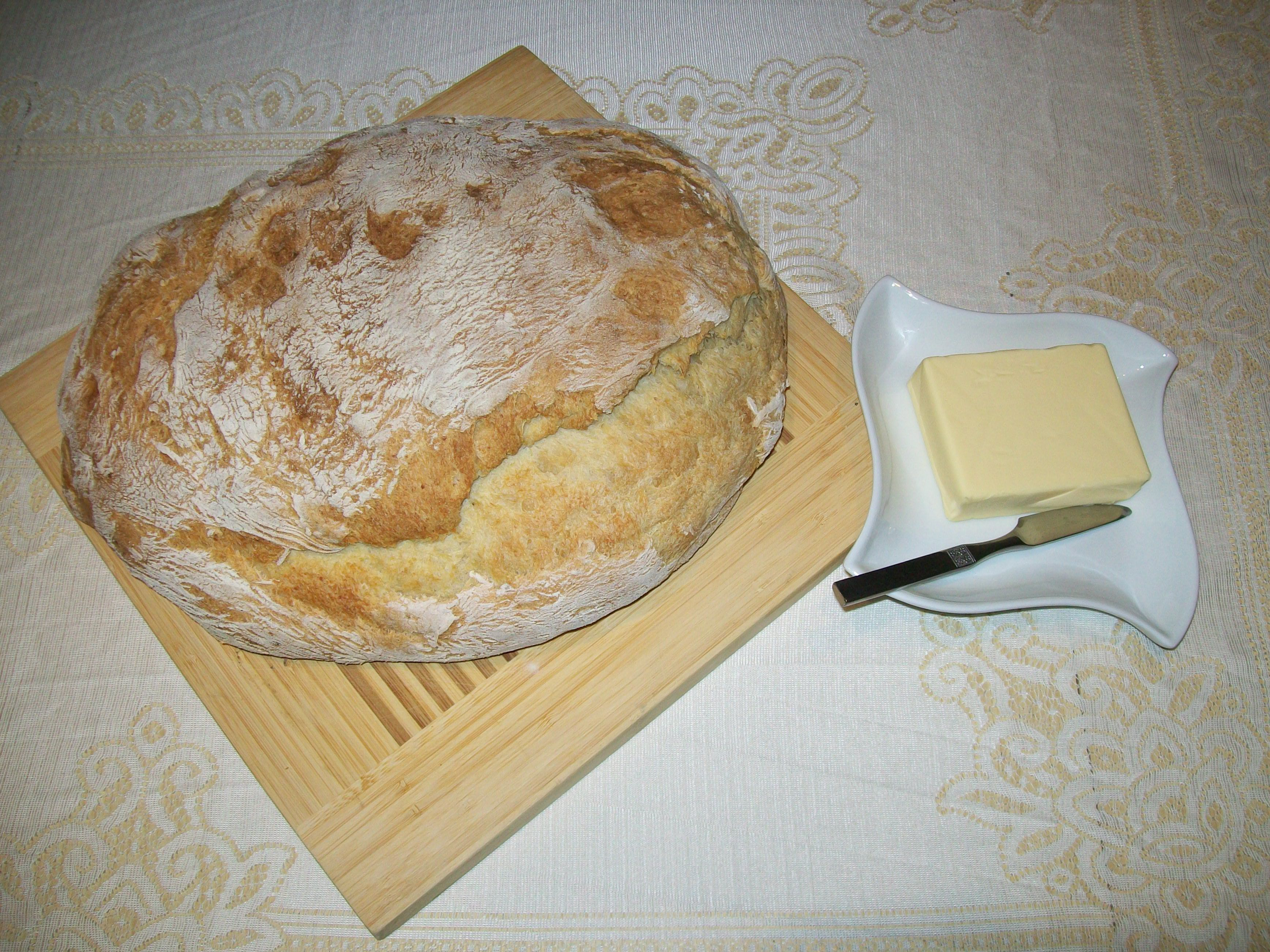
Картофельный хлеб с маслом

Картофельный хлеб — вид хлеба, в котором картофель заменяет часть обычной пшеничной муки. Его готовят разными способами, в том числе выпекают на горячей сковородке или в духовке. Картофельный хлеб может быть дрожжевым или бездрожжевым, в него добавляются различные ингредиенты. Соотношение картофеля и пшеничной муки варьируется от рецепта к рецепту, в некоторых рецептах больше картофеля, в других больше пшеничной муки. Иногда для изготовления хлеба используется картофельное пюре или обезвоженные картофельные хлопья. Хлеб с различными добавками, приготовленный разными способами, продаётся во многих странах.

## Технология приготовления
Для приготовления картофельного хлеба берут сырой или отварной картофель. Сырой картофель очищают от кожуры и глазков, трут на терке, отжимают сок и добавляют в приготовленное тесто. Варёный картофель используют для приготовления пюре, причём в пюре не надо добавлять молоко. В тесто можно добавлять также пюре из печёного картофеля. Полученное тесто запекается в духовке или на сковороде около 5 минут до образования золотистой корочки. Хлеб подают горячим.

## Альтернативные названия
Картофельный хлеб имеет много региональных названий, в том числе слимс (slims), fadge', картофельная запеканка, картофель farls, хлеб tatie в Ирландии, и tawty или tattie scone в Шотландии.

## Сорта

### Чили
Картофельный хлеб в разных формах является общим элементом кухни Чилоэ на юге Чили. Самый популярный хлеб milcao и chapalele является частью традиционного куранто (пища из моллюсков, мяса и картофеля народов, населяющих острова, находящиеся недалеко от Чили).

### Германия
Картофельный хлеб Kartoffelbrot в Германии может содержать пшеничную и ржаную муку.

### Венгрия
Картофельный хлеб является частью кухни Венгрии.

### Ирландия

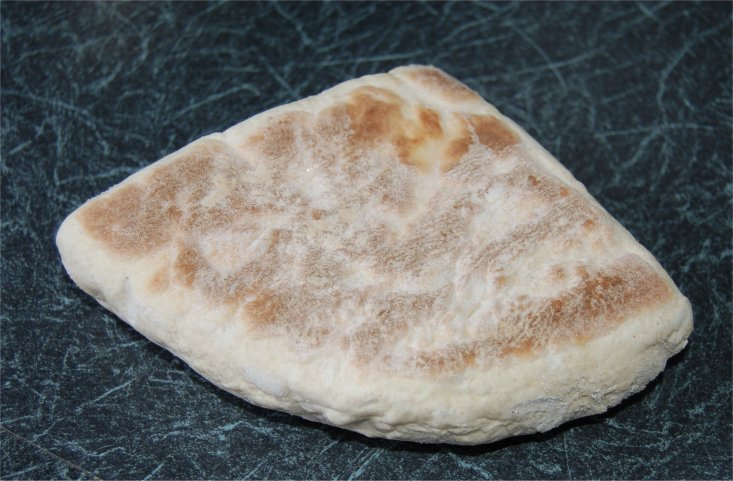
Картофельная лепешка Soda farl

Картофельный хлеб Pratie использует овсянку вместо ржаной или пшеничной муки.
Хлеб из картофеля с яблоками распространен в городе Арма, Северная Ирландия. Он представляет собой картофельный хлеб со сладкой начинкой из яблок.
Картофель, нарезанный на квадратные кусочки (обычно около 0,5-1 см в толщину) с хлебом, слегка присыпанный мукой, распространен в Ольстере, особенно в Северной Ирландии. Здесь также готовят картофельные fadge (оладьи). Их можно готовить и на гриле, едят с разными добавками.

### Новая Зеландия
В кухне новозеландских маори есть дрожжевой картофельный хлеб ревена.

### Перу
Картофельный хлеб Папа-пан (Papa-pan) стал использоваться в пищу в Перу с 2008 года, когда произошёл резкий рост цен на пшеницу.

### Польша
Okrągły chleb kartoflany — название картофельного хлеба в Польше.

### Шотландия

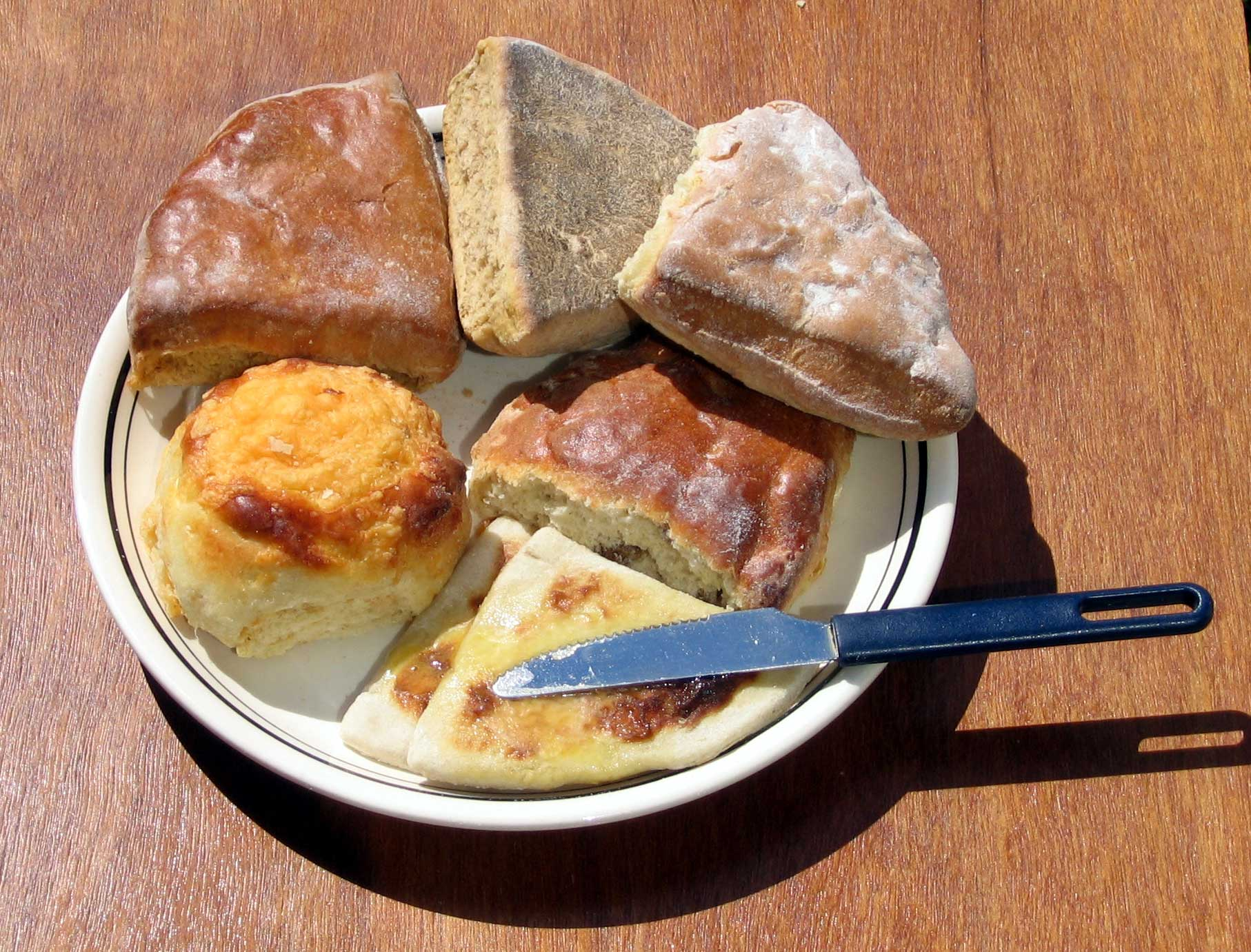
Картофельный хлеб Potato scone в Шотландии

Шотландские лепешки Potato scone запекаются в форме небольших кругов диаметром до 15 см, которые потом режутся на четыре части. Этот хлеб очень популярен в Шотландии. Существует много вариантов его рецептов, как правило, они включают в себя разные количества варёного картофеля, сливочного масла и соли. Такой хлеб входит в состав шотландского завтрака с яичницей, беконом или нарезанной колбасой.

### США
Картофельный хлеб, продаваемый в США, очень похож на обычный белый хлеб, но имеет жёлтый оттенок и картофельный вкус.
Хлеб индейского народа Чероки из сладкого картофеля является видом картофельного хлеба.